# Solarwärmekraftwerk PS20
Das Solarwärmekraftwerk PS20 (spanisch Planta Solar 20) ist Europas zurzeit größtes kommerzielles Solarturmkraftwerk mit einer Nennleistung 20 MW. Es befindet sich in der Ebene von Sanlúcar la Mayor in der Nähe von Sevilla in Andalusien.
Das PS20 ist neben dem benachbarten Solarwärmekraftwerk PS10 die zweite Anlage innerhalb der Plataforma Solar de Sanlúcar la Mayor (PSSM). 1255 auf Heliostaten montierte Spiegel, die halbkreisförmig angebracht sind reflektieren das Sonnenlicht und bündeln es auf einen gemeinsamen Absorber, der auf einem 160 m hohen Turm angebracht ist. Mit der dort konzentrierten Wärme wird Dampf erzeugt, der über Turbinen Generatoren antreibt.
Die Anlage ging im April 2009 nach drei Jahren Bauzeit in Betrieb (Baubeginn 2006). Die offizielle Einweihung fand im September 2009 durch den König Juan Carlos I. von Spanien statt. Betrieben wird PS20 von Atlantica (ehemals Abengoa Yield PLC).